# Sindicat Agrícola (Artesa de Lleida)
El Sindicat Agrícola és una obra noucentista d'Artesa de Lleida (Segrià) inclosa a l'Inventari del Patrimoni Arquitectònic de Catalunya.

## Descripció
Habitatge entre mitgeres que feia la funció de lloc social del sindiciat, i com a tal construcció les plantes eren grans espais oberts. Una llarga balconada és símbol del prestigi públic del lloc, així com els grans finestrals. L'estilística és a cavall entre el racionalisme i el modernisme amb separació de plantes i emmarcament de finestres. Composició clara i ordenada en façana.

## Història
Fou construït com a cooperativa. Havent anat a la bancarrota l'any 1925, fou subhastat a l'avi de l'actual propietari, el qual hi posà un molí d'oli.